# Уголовное наказание
Специфичные для российского права характеристики уголовного наказания рассматриваются в статье «Наказание в уголовном праве России».
Наказание в уголовном праве — это меры государственного воздействия, применяемые к лицу, признанному виновным в совершении преступления.
Наказание, таким образом, является своего рода социальным последствием преступления. В правовом плане наказание выступает в роли основной формы реализации уголовной ответственности. Право государства применять наказание вытекает из задачи обеспечения безопасности совместной жизни людей в обществе, сохранения неприкосновенным «правового уклада общественной жизни». В настоящее время наказание, как правило, применяется только судом и только в законодательно установленном процессуальном порядке. Уголовное наказание — центральный институт уголовного права, выражающий направление и содержание уголовной политики государства. Ввиду этого наказание всегда оставалось в центре внимания учёных: как отмечал Н. Д. Сергеевский, уже к началу XX века существовало до 24 философских систем, обосновывающих право государства наказывать лиц, совершивших преступления и около 100 отдельных теорий наказания, выдвинутых специалистами-правоведами.

## Сущность и содержание наказания
Как было сказано выше, число теорий, описывающих наказание очень велико. Ввиду этого разнообразными являются и подходы к сущности и содержанию наказания.
Так, И. Я. Фойницкий писал: «Наказание представляет собой принуждение, применяемое к учинившему преступное деяние… Принуждение наказания заключается в причинении или обещании причинить наказываемому какое-нибудь лишение или страдание; поэтому всякое наказание направляется против какого-нибудь блага, принадлежащего наказываемому, — его имущества, свободы, чести, правоспособности, телесной неприкосновенности, а иногда даже против его жизни».
Н. С. Таганцев указывал, что «…из понятия преступного деяния вытекает, что наказание представляется выражением того особого отношения, которое возникает между учинившим это деяние и государством. С точки зрения преступника наказание является последствием им учиненного, с точки зрения государства — мерой, принимаемой вследствие совершенного виновным деяния… Наказание как лишение или ограничение благ или прав является страданием с точки зрения общих условий человеческой жизни, известной средней ощущаемости страданий, безотносительно к тому, как смотрит на него и ощущает его наказываемый». Помимо этого, он отмечал, что понимание наказания прошло четыре стадии: на первой наказание считалось естественной реакцией общества или конкретного лица на совершение преступления (оборона или отмщение); на второй оно рассматривалось как божественное воздаяние; на третьей — как этическое воздаяние; на четвёртой — как юридическое воздаяние; за этими стадиями, по мнению данного автора, должна была последовать пятая: рассмотрение наказания как социальной защиты, «совокупности социальных мер предупреждения и репрессии, наиболее соответствующих существу преступлений».
А. Ф. Кистяковский выделял следующие признаки наказания: это меры, которые по приговору принимаются против преступника; они причиняют ему страдание и отнимают у него разные виды благ и прав ему принадлежащих; наказание есть прямое следствие преступления; наказание представляет собой отражение от нанесенного удара, является реакцией со стороны общества, интересы которого задеты преступлением.
Профессор С. П. Мокринский выделял следующие основные характеристики наказания: уголовное наказание является актом принуждения к страданию; правовое свойство субъекта, причиняющего страдание.
С. В. Познышев полагал, что «уголовное наказание есть принудительное воздействие на личность, назначаемое законом в качестве невыгодного последствия известных деяний, соразмеряемое с характером этих деяний и, в частности, с виною действующего лица и определяемое in concrete или судебными органами государственной власти в особо установленном порядке или — в исключительных случаях — главою государства. Говоря короче, наказание есть юридическое последствие неправды, соразмеряемое с её внутренней и внешней стороной и определяемое в отдельных случаях или судебными органами государственной власти, или главою государства».
По мнению А. А. Жижиленко, «уголовное наказание есть правовое последствие недозволенного деяния, налагаемое от лица государственной власти в установленном порядке, состоящее во вторжении в сферу правовых благ виновного и выражающее этим оценку учиненного им деяния».
В целом, обобщая существующие в науке точки зрения относительно природы наказания, можно выделить три основных подхода:
- Рассмотрение наказания как карательной меры, сущность которой выражается в лишении и ограничении прав и свобод наказуемого.
- Рассмотрение наказания в первую очередь как меры принуждения, применяемой государством в качестве реакции на совершение преступления.
- Выделение в качестве главного сущностного признака наказания выражения с его помощью отрицательной правовой оценки преступного деяния и лица, его совершившего[11].

В настоящее время содержание уголовного наказания включает в себя карательные меры (лишение осуждённого определённых прав и свобод), общественное порицание, меры воздействия на осуждённого, призванные предотвратить совершение им новых преступлений (контроль за его повседневной жизнью, наложение ограничений на допустимые виды поведения и деятельности), а также воспитательные меры (привлечение к труду, предоставление возможности получить образование), направленные на подготовку осуждённого к нормальной жизни в обществе. В процессе отбывания наказания к осуждённому также может применяться принудительное лечение.

## Теоретическое обоснование наказания
Право государства карать и наказывать лиц, преступивших закон, с давних пор является предметом внимания философов. Было разработано достаточно много философских теорий, посвящённых наказанию: его природе, целям и воздействию.
Исторически первой является теория, согласно которой наказание выступает воздаянием, возмездием за совершённое преступление. Более поздние теории акцентируют внимание на утилитарной роли наказания как выражения государственной воли и инструмента устрашения, а также как общественного механизма, призванного уменьшать число совершаемых преступлений за счёт лишения преступников возможности совершать новые преступления, а также их исправления.

## Функции наказания
Наказание имеет как правовую, так и социальную функцию. Правовая функция наказания выражается в том, что оно выступает в качестве меры реализации уголовной ответственности. Социальная функция наказания выражается в том, что оно представляет собой средство борьбы с преступностью, защиты общества от посягательств на основные его ценности. По утверждению Карла Маркса, наказание есть «средство самозащиты общества против нарушения условий его существования, каковы бы ни были эти условия». Применение наказания за совершенное преступление не только позволяет в определенной мере возместить ущерб, причиненный преступлением и восстановить общественный порядок, но и укрепить социальный климат посредством создания у граждан уверенности, что посягательства на права, свободы и общественные интересы не остаются без внимания государства, которое применяет к нарушителям карательные меры воздействия.
Эти функции всегда выступают как единое целое, поскольку неоправданным выступает применение социально необоснованной меры наказания по формально-правовым основаниям; точно так же недопустимо социально обоснованное применение наказания без соответствующей правовой формы (суды Линча, кровная месть, иные формы самочинной расправы).

## Признаки наказания
В теории уголовного права выделяются признаки, которые являются характерными для уголовного наказания. Число этих признаков в трудах различных учёных является различным: три и более, вплоть до семи. В обобщённом виде эти признаки можно изложить следующим образом:
- особый характер этой меры[16], связанный с тем, что она назначается только за совершение преступления — наиболее тяжкого из всех противоправных деяний; с этим связана относительная тяжесть мер наказания по сравнению с иными видами правового воздействия, строгость регламентации института наказания в уголовном законодательстве. В некоторых странах наказание также влечет за собой такое особое уголовно-правовое последствие как судимость.
- личный характер наказания, связанный с тем, что оно применяется непосредственно к лицу, совершившему преступление; его отбывание не может быть переложено на другое лицо[17].
- наказание связано с ограничением прав и свобод лица, на которого оно возлагается; поскольку это всегда связано с лишением лица определенных благ и причинением ему в результате страданий, наказание всегда является карой[17].

Наказание в современном уголовном праве носит публичный характер: оно назначается только от имени государства, с использованием специального порядка его назначения, который в современном праве призван гарантировать права человека, обвиняемого в совершении преступления; решение суда о вынесении наказания носит характер общеобязательного для исполнения правового акта, который может быть отменен только в предусмотренном законом порядке вышестоящей судебной инстанцией. Пережитки частного наказания за преступления, известного истории права, сохранились в настоящее время лишь в мусульманском уголовном праве: так, в Йемене в конце XX века до 10 % умышленных убийств совершалось на почве кровной мести.
На основе этих признаков можно отграничить наказание от всех остальных мер принудительного правового воздействия: так, гражданско-правовые принудительные меры ответственности не связаны с совершением преступления, а являются следствием гражданско-правового деликта; ответственность в гражданском праве не всегда носит личный характер (возможно, например, поручительство и страхование ответственности); реализация данных мер ответственности направлена в первую очередь на восстановление нарушенных прав, цели лишить ответственное лицо законно принадлежащих ему благ, как правило, не ставится.
Уголовное наказание отличается и от мер административной ответственности, а также от дисциплинарных взысканий. Проводится отличие также между наказанием и иными мерами уголовно-правового характера.
Некоторые учёные (В. В. Есипов, К. А. Сыч) объединяют признаки наказания в состав наказания — структуру, подобную составу преступления. Выделяется объект наказания — преступник или его юридические блага; объективная сторона — кара за совершённое преступление, выраженная в конкретном виде наказания; субъект — государство в лице его властных органов; субъективная сторона — цель наказания, отношение осуждённого к наказанию.

## Цели наказания
Цели наказания — это «конечные социальные результаты, достижение которых преследуется установлением наказаний в уголовном законе».
Вопрос о целях наказания в науке всегда являлся и является дискуссионным. Составители первых памятников права исходили из того, что наказание должно служить возмездием за совершённое злодеяние, и потому многие наказания в них основывались на принципе талиона («око за око»). Позже на первый план вышла компенсация ущерба, причинённого преступлением. Так, во многих средневековых актах основной применяемой мерой наказания служит денежный штраф («вира»), а телесные наказания и смертная казнь практически не упоминаются. В наше время, в большинстве стран телесные наказания и любые вмешательства в организм человека отменены (в т.ч. инъекции и приём лекарств и препаратов, веществ - вызывающих боль). Применение их запрещено многими международными конвенциями.
Классическая школа уголовного права предложила следующий взгляд на цели наказания: «Цель наказания заключается не в истязании и мучении человека и не в том, чтобы сделать несуществующим уже совершенное преступление… Цель наказания заключается только в том, чтобы воспрепятствовать виновному вновь нанести вред обществу и удержать других от совершения того же». Позже, на основе достижений социологического направления в криминологии, появились теории, в которых в качестве основной цели наказания называлось исправление преступника.
В настоящее время считается, что ни одна из этих целей не является единственной или доминирующей в наказании. В современной российской правовой литературе на основе действующего УК РФ 1996 года выделяется три цели наказания:
- Восстановление социальной справедливости.
- Исправление осуждённого.
- Предупреждение совершения новых преступлений.

В англоязычной литературе данные цели конкретизируются: выделяются такие цели наказания, как возмездие и восстановление нарушенных прав (российскими авторами они рассматриваются как составляющие восстановления социальной справедливости); а предупреждение совершения новых преступлений рассматривается как совокупность трёх составляющих: удержание самого преступника от совершения новых преступлений из-за страха перед наказанием; удержание преступника от совершения новых преступлений за счёт изоляции его от общества или применения к нему иных мер, исключающих повторение преступного деяния; удержание других лиц от совершения преступления путём создания у них уверенности, что за совершенное преступление с большой вероятностью может последовать возмездие.

### Возмездие
Исторически именно необходимость осуществить возмездие за совершенное преступление обусловила появление уголовного наказания. Первоначально наказание базировалось на принципе талиона («око за око, зуб за зуб»), согласно которому мера наказания должна воспроизводить вред, причинённый преступлением. Позже возмездие стало выражаться в причинении преступнику физических и нравственных страданий: стали применяться телесные наказания, а также различного рода позорящие меры.
Хотя современные системы наказаний далеко отошли от принципа талиона, а причинение лицу физических и нравственных страданий в процессе исполнения наказания прямо запрещено в законодательстве многих стран, элементы возмездия продолжают сохраняться в наказании. Применение к преступнику таких мер наказания, как, например, многолетние сроки заключения в местах лишения свободы, позволяет обществу получить моральное удовлетворение, почувствовать, что государство адекватным образом прореагировало на совершенное преступление. Применение мер возмездия со стороны государства к преступнику утоляет негодование, возникающее у людей в связи с совершением преступления, возвращает уверенность в том, что государство является способным защитить их от преступников.
При этом необходимо отметить, что само по себе подобное карательное воздействие мало способствует предотвращению совершения преступлений: многие преступники, отбыв наказание, снова и снова совершают преступления.
Следует также указать, что некоторые специалисты, признавая, что одной из целей наказания является удовлетворение потребности общества в применении к преступнику «справедливых» мер воздействия за совершённое преступление, отрицают наличие в наказании элемента возмездия, воздаяния преступнику со стороны государства.

### Восстановление нарушенных прав
Хотя некоторые социальные блага, нарушенные преступлением, никак нельзя восстановить применением каких-либо мер к преступнику (например, смерть человека, причинение вреда здоровью, моральный вред), однако во многих случаях применение наказания позволяет частично компенсировать ущерб, причинённый обществу совершённым преступлением.
В частности, имущественный ущерб, причинённый потерпевшему и обществу в целом, может быть компенсирован наложенными на преступника штрафами или привлечением его к общественно-полезным работам.

### Исправление осуждённого
Мнение о том, что наказание должно быть направлено в первую очередь на то, чтобы «исправить» преступника, вновь сделать его законопослушным членом общества, является достаточно новым. Первоначально оно было связана с деятельностью религиозных организаций, которые добивались того, чтобы преступник признал свои грехи и раскаялся в них.
В XX веке во многих государствах исправление преступника стало считаться основной или одной из основных целей наказания. Основным средством исправления стало привлечение осуждённых к труду, а также предоставление им образования.
Минимально достаточным при этом признаётся «юридическое» исправление осуждённого, которое выражается в том, что лицо после отбытия наказания больше не совершает новых преступлений; вопрос о том, способно ли наказание каким-либо образом перевоспитать преступника, исправив его не только юридически, но и фактически, является спорным в уголовно-правовой теории.
Достаточным числом специалистов принципиальная возможность исправления осуждённых подвергается сомнению. Они считают, что реабилитационные меры, применяемые в учреждениях, исполняющих наказание, не позволяют предотвратить рецидив преступлений, поскольку несмотря на все предпринимаемые меры число преступлений, совершаемых бывшими заключёнными, остаётся высоким.

### Специальная превенция
Специальная превенция — это предотвращение совершения новых преступлений лицом, которое было ранее осуждено за совершение преступления. Данная цель наказания может достигаться различными способами.
Во-первых, сама по себе наложенная мера наказания может затруднять или даже вовсе исключать совершение новых преступлений лицом. Так, наиболее распространённое наказание — лишение свободы — заключается в помещении преступника в специализированное учреждение, в котором его жизнь строго регламентирована и находится под строгим контролем представителей государства. В ходе пребывания лица в местах лишения свободы практически исключается возможность совершения им новых преступлений, причиняющих ущерб обществу. Менее строгие меры наказания также могут выполнять данную функцию: так, эту цель преследует лишение преступника права занимать определённые должности или заниматься определёнными видами деятельности.
Наиболее радикальным проявлением специальной превенции является применение смертной казни и пожизненного лишения свободы к лицам, совершившим наиболее тяжкие преступления. Аналогичную цель преследовало применение к преступникам лоботомии, а также кастрация лиц, совершивших половые преступления.
Во-вторых, применение к преступнику мер возмездия направлено на создание у него страха перед возможным наказанием в случае совершения нового преступления.
Наконец, в-третьих, исправительное воздействие, осуществляемое в ходе отбывания уголовного наказания, способствует формированию у преступника положительных социальных установок, что предотвращает совершение им новых преступлений.
Как было отмечено выше, имеется спор относительно того, какие способы специальной превенции являются наиболее эффективными. Сторонники одной позиции настаивают на ужесточении наказаний, считая, что только путём продолжительной изоляции преступников от общества (или широкого применения смертной казни) можно защитить законопослушных граждан от преступлений. Сторонники другой считают, что жестокость наказания не способствует улучшению социального климата, и что приоритет следует отдавать исправительным мерам.

### Общая превенция
Общая превенция — это предупреждение совершения преступлений гражданами, склонными к противоправным поступкам. Основную роль в общей превенции играет страх преступника перед наказанием, которое с высокой вероятностью может последовать за совершением преступления. Кроме того, существенное значение имеет отношение общества в целом к преступлению и преступникам: если оно является негативным, преступлений совершается меньше.
Цель общей превенции достигается информированием общества о совершённых преступлениях и наказаниях, применённых к преступникам, а также проведением со стороны государства информационной политики, направленной на создание отрицательного образа преступника, непримиримого отношения к совершенным преступлениям.
Сторонники ужесточения мер наказания, применяемых к преступникам, зачастую утверждают, что такое ужесточение позволит более эффективно достичь цели общей превенции, однако история и практика показывают, что чрезмерно жестокие наказания, напротив, уменьшают эффект общей превенции, поскольку в обществе возникает симпатия к преступникам и антипатия к государству, которое причиняет им страдания; также преступность ужесточается (за счёт того, что риск наказания перестаёт удерживать преступника от совершения более тяжких преступлений) и профессионализуется. Поэтому предлагается уделять основное внимание не тяжести наказания, а его неотвратимости: чем ниже процент лиц, которые оказываются способными избежать наказания, тем выше эффективность общей превенции.

## Система и классификация наказаний
Существует несколько подходов к рассмотрению видов наказания, применяемых в уголовном праве. Первый из них предполагает простую группировку, создание перечня всех наказаний, как правило, расположенных в определенном порядке. Второй предполагает рассмотрение видов наказания как образующих особую систему, обладающую признаками, не присущими простой совокупности всех видов наказания. Этот подход предполагает множественность оснований классификации наказания, выявление внутренних взаимосвязей между его отдельными видами.
Наказания могут классифицироваться по различным основаниям.
По порядку назначения:
- Основные наказания, которые могут применяться сами по себе и не используются для усиления эффекта применения других видов наказания.
- Дополнительные наказания, которые не применяются самостоятельно и используются только для усиления эффекта других видов наказания.
- Наказания, которые могут использоваться и в качестве основных, и в качестве дополнительных.

В зависимости от того, каким лицам они могут назначаться:
- Общие — могут назначаться всем лицам, совершившим преступления.
- Специальные — могут назначаться лишь определенным категориям лиц (например, военнослужащим).

В зависимости от содержания ограничений прав и свобод:
- Имущественные наказания.
- Наказания, связанные с лишением или ограничением свободы.
- Наказания, включающие принудительное привлечение к трудовой деятельности.

Наказания могут быть назначаемыми на определённый срок или без определённого срока.
В процессе исполнения наказаний одно наказание может заменяться другим (как правило, более мягким — как результат положительного поведения осуждённого). Если наказание назначено на определенный срок — далеко не всегда требуется отбытие этого наказания в полном объёме, законодательство большинства стран предусматривает возможность досрочного прекращения отбывания наказания при определенных условиях (как правило, предполагающих, что осужденный доказал своё исправление).
В некоторых странах (в частности, в России) может применяться условное назначение некоторых видов наказания, предполагающее назначение наказания без его фактического отбывания, но с применением к осужденному мер исправительного воздействия. В случае, если осуждённый уклоняется от этих мер или совершает новое общественно опасное деяние, наказание может быть исполнено реально.

## Виды наказания
В истории и мировой практике известно большое число видов наказания. Некоторые из них появились в древности и применяются до сегодняшнего дня, другие же практически ушли в историю.
Состав и характер системы наказаний находится в прямой зависимости от социальных, экономических и политических условий, которые являются господствующими в конкретном обществе, отражает уровень нравственности, культуры и цивилизованности общества.
Далее будут рассмотрены основные виды уголовных наказаний, которые были распространены во многих странах мира.

### Штраф
Штраф представляет собой денежное взыскание, как правило, в пользу государства, назначаемое за совершение преступления.
Штраф является одним из самых древних видов наказания. Он применяется в уголовном праве большинства государств и назначается, как правило, за преступления небольшой тяжести (особенно экономические), а также в качестве дополнения к другим видам наказания.
Применение штрафов позволяет компенсировать ущерб, причинённый преступлением государству, а в некоторых случаях и ущерб, причинённый потерпевшему. Однако во многих случаях взимание штрафа с преступника оказывается невозможным ввиду отсутствия у него достаточных денежных средств; кроме того, наложение штрафа может повлечь совершение нового преступления с целью добыть средства для его выплаты. Ввиду этого штраф применяется в уголовном праве достаточно редко.

### Поражение в правах
Как истории права, так и современному законодательству известно уголовное наказание в виде лишения лица определённых личных, гражданских и политических прав. Истории известно много случаев, когда поражение в правах доходило до признания осуждённого «юридически мёртвым». Современное законодательство также может предусматривать довольно широкий круг ограничений в правах (например, весьма широкий круг таких наказаний предусмотрен Уголовным кодексом Франции). Законодательством многих стран предусматривается запрет занимать определённые должности или заниматься определённой деятельностью.

### Принудительный труд
В качестве наказания могут выступать различные формы привлечения преступника к принудительному труду на благо государства и общества.
Наиболее древней и тяжкой формой такого наказания является каторга, суть которой заключается в подневольном выполнении наиболее тяжких и опасных для здоровья работ, как правило, соединённом со ссылкой в отдалённые местности. Первоначально каторжники работали гребцами на тяжёлых судах, однако позже их стали привлекать и к другим работам: шахтёрскому труду, строительству зданий, сооружений и дорог, работе на вредных производствах. В настоящее время каторга практически повсеместно исключена из системы уголовных наказаний ввиду негуманности.
В настоящее время на первое место среди видов наказания, включающих в себя принудительный труд, вышли обязательные работы, суть которых заключается в выполнении осуждённым в свободное от основной работы или учёбы время бесплатных общественно полезных работ. Как правило, выполняемые работы носят неквалифицированный характер, являются достаточно трудоёмкими и непрестижными (в этом заключается карательный элемент данного вида наказания). Привлечение к такого рода работам рассматривается как относительно лёгкое наказание, применяемое в основном в целях исправления преступника и компенсации причинённого им вреда обществу.
В некоторых государствах (в частности, в России) к принудительному труду может быть привлечён и осуждённый, не имеющий постоянного места работы или учёбы. Такой вид наказания носит название исправительных работ и заключается в принудительном трудоустройстве осуждённого на определённую работу (как правило, неквалифицированную, трудоёмкую и непрестижную), с последующим изъятием из его заработка определённой доли в доход государства. Однако в законодательстве некоторых стран (например, в Белоруссии, на Украине) исправительные работы отбываются по месту работы осуждённого, и лишь в случае отсутствия такового осуждённый обязывается трудоустроиться. Кроме того, на время отбывания наказания осуждённый, как правило, лишается возможности покинуть место работы (без разрешения уголовно-исполнительной инспекции), уйти в незапланированный отпуск.

### Лишение свободы
Одним из основных видов наказания, применяемых в современном уголовном праве, является лишение свободы, которое заключается в принудительном помещении преступника в специализированное учреждение, в котором осуществляется изоляция его от общества, контроль за его поведением, а также применение к нему различных мер исправительного воздействия.
Как правило, лишение свободы применяется к преступникам, совершившим достаточно тяжкие преступления, либо к рецидивистам. В зависимости от тяжести совершённого преступления дифференцируются ограничения, налагаемые на осуждённого. Если он не представляет большой общественной опасности, он помещается в учреждение с достаточно свободным режимом, в котором накладываются минимальные ограничения на режим дня и взаимодействие с другими заключёнными, а воздействие со стороны администрации носит преимущественно воспитательный характер. Напротив, лица, представляющие большую общественную опасность (например, осуждённые к пожизненному лишению свободы) помещаются в тюрьмы с особо строгим режимом содержания, где за ними осуществляется постоянный контроль, а возможности к общению с другими лицами сведены к минимуму (вплоть до помещения в одиночные камеры или одиночного заключения).
Лишение свободы может назначаться на определённый срок, пожизненно или без определённого срока. При назначении наказания в виде лишения свободы без определённого срока суд устанавливает лишь минимальный срок наказания, фактический же срок пребывания в исправительном учреждении устанавливает его администрация, основывая своё решение на «исправлении» или «не исправлении» осуждённого. Лишение свободы на неопределённый срок применялось в качестве наказания в некоторых штатах США.
В настоящее время существуют рекомендации Организации объединённых наций, содержащие требование разрабатывать и применять меры наказания, не связанные с лишением свободы и тюремным заключением. Стандартные минимальные правила ООН в отношении мер, не связанных с тюремным заключением (Токийские правила) предлагают государствам поэтапно сокращать применение данного вида наказания, заменяя его более гибкими мерами, учитывающими характер и тяжесть деяния, личность преступника, а также интересы защиты общества.

### Телесные наказания
Телесные наказания — одна из наиболее древних (наряду со смертной казнью) мер наказания, заключающаяся в причинении наказуемому лицу физической боли или увечья. В частности, телесные наказания уже были известны законам Хаммурапи, широко применялись в Римской империи. Особенно массовый характер применение телесных наказаний приобрело в период феодализма. Они были также распространены в период перехода к Новому времени. С конца XVIII в. страны Европы под влиянием идей Просвещения стали одна за другой отменять этот вид наказания. В настоящее время практически во всех странах мира телесные наказания отменены. Применение их запрещено многими международными конвенциями.

### Принудительное перемещение
Некоторые из видов наказания включают в себя принудительное перемещение лица из одного места в другое.
Так, законодательству многих стран было известно такое наказание, как ссылка, суть которого состояла в удалении осуждённого из места его постоянного или временного жительства с обязательным поселением в определённой местности, как правило, достаточно удалённой, на определённый срок или на постоянной основе.
Возможны и другие варианты принудительного перемещения. Изгнание предусматривает запрет находиться на месте обычного проживания (в городе, области, государстве) под страхом тюремного заключения или казни. Это наказание, по сути, можно назвать древнейшим (наряду со смертной казнью), так как его предтечей можно назвать существовавший ещё в первобытном обществе институт изгнания из общины или рода.
Высылка — это наказание в виде запрета проживать в определённых пунктах или местностях внутри государства. При этом, в отличие от ссылки, осуждённый может выбирать место жительства по своему усмотрению.
В настоящее время эти виды наказания во многих государствах исключены из уголовного законодательства.

### Смертная казнь
Смертная казнь — это лишение человека жизни в качестве наказания за совершённое им преступление (как правило, носящее особо тяжкий характер). Смертная казнь может быть квалифицированной или неквалифицированной. При квалифицированной смертной казни за разные преступления могут назначаться разные её виды, при неквалифицированной — законодательство предусматривает один вид смертной казни для всех преступлений, за которые может быть вынесен смертный приговор.
Смертная казнь может осуществляться посредством множества различных способов. В современных государствах, применяющих смертную казнь, используются методы, обеспечивающие достаточно быструю и безболезненную смерть осуждённого (расстрел, смертельная инъекция, электрический стул), ранее достаточно часто применялись такие виды смертной казни, как повешение и обезглавливание. Смертная казнь в истории многих государств использовалась для устрашения населения и потому носила особо жестокий и мучительный для преступника характер.
В настоящее время смертная казнь отменена или практически не применяется в 130 странах мира; в 68 странах она сохраняется в системе наказаний и продолжает применяться.

## Альтернативы наказанию
Наказание не является единственной формой реализации уголовной ответственности. В некоторых случаях к лицу, совершившему уголовно наказуемое деяние, могут быть применены и иные меры, являющиеся альтернативными или дополнительными по отношению к наказанию.
Так, к лицам, которые совершили общественно опасное деяние в состоянии невменяемости или ограниченной вменяемости, вместо наказания или наряду с ним может быть применено принудительное психиатрическое лечение.
Специальные меры, отличные от наказания, могут быть применены и к несовершеннолетним преступникам. Подобные меры не содержат в себе карательного элемента и направлены исключительно на коррекцию поведения несовершеннолетнего.

## Наказание в праве стран мира

### Россия
Наказание определяется в Уголовном кодексе РФ как назначаемая по приговору суда меру государственного принуждения, применяемая к лицу, признанному виновным в совершении преступления, и выражающаяся в предусмотренных уголовным законом ограничении прав и свобод лица. Целями наказания по УК РФ являются восстановление социальной справедливости, исправление осуждённого, предупреждение совершения новых преступлений.
Предусмотрено 13 видов наказания. Наиболее лёгким видом наказания является штраф, наиболее тяжким — смертная казнь. Смертная казнь в настоящее время не применяется, вместо неё назначается пожизненное лишение свободы или лишение свободы на длительный срок.

### Украина
Согласно ст. 50 Уголовного кодекса Украины, наказание является мерой принуждения, применяемой от имени государства по приговору суда к лицу, признанному виновным в совершении преступления, и заключается в предусмотренном законом ограничении прав и свобод осужденного.
Целями наказания является кара, исправление осужденных, предупреждение совершения новых преступлений как осужденными, так и иными лицами.
Предусмотрено 12 видов наказания. Наиболее лёгким видом наказания является штраф, наиболее тяжким — пожизненное лишение свободы. Смертная казнь отменена.

### Белоруссия
Согласно ст. 47 УК Республики Беларусь, наказание является принудительной мерой уголовно-правового воздействия, применяемой по приговору суда к лицу, осужденному за преступление, и заключающейся в предусмотренных законом лишении или ограничении прав и свобод осужденного.
Цели наказания отдельно от целей уголовной ответственности не формулируются. Предусматривается, что уголовная ответственность должна быть направлена на исправление лица, совершившего преступление, предупреждение совершения новых преступлений как осуждённым, так и другими лицами, а также на восстановление социальной справедливости (ст. 44 УК РБ).
Предусмотрено 13 видов наказания. Наиболее лёгким видом наказания являются общественные работы, наиболее тяжким — смертная казнь.